# 舘稔
舘（館） 稔（たち みのる、1906年（明治39年）11月11日 - 1972年（昭和47年）3月21日）は、日本の人口学者。1939年（昭和14年）東京帝国大学卒業。厚生省（現厚生労働省）人口問題研究所に入所。1959年（昭和34年）所長（第二代）に就任。国際連合人口委員会委員、国際人口学会、国際統計協会などの役員を務めた。

## 人物
1950年代から、「ベビーブームからベビーデフレへ」との表現で日本の少子化問題を指摘していた。ベビーブームが1950年に鎮火したこと、さらに結婚年齢の変化や出産年齢層の変化などから出生率の低下傾向が続き、出生減退が起きることを予測した。
当時は日本を含め、世界的には発展途上国の人口爆発と資源の有限性の観点から「人口抑制」「出生抑制」の必要性のほうが強調されており、少子化が社会問題としてマスメディア等で指摘されるようになったのは、1989年に日本の合計特殊出生率が1.57を下回り「1.57ショック」を迎えてからのことである。
少子化だけでなく核家族化や将来の高齢化問題にも早くから懸念を示しており、「ダイヤモンド」1956年9月18日号のインタビューでは、日本の伝統的な家族制度はすでに崩壊しているとの指摘に加え、当時は生産年齢人口層は増加傾向にあったが、彼らが高齢者になった社会のことを考えておかないと手遅れになると語っている。具体的には、高齢者の雇用が増えることと労働市場の合理化が生む矛盾について、あらかじめ考えておくべきと語り、日本の政策は人口問題から見ると短期計画の理論ばかりだと指摘している。

## 略歴[1]
- 1906年11月　三重県鈴鹿郡亀山町（現・亀山市）で出生
- 1923年4月　第八高等学校（文科甲類）入学
- 1926年4月　東京帝国大学経済学部経済学科入学
- 1929年3月　同大卒業後、土方成美教授研究所（1929年 - 1930年）、日本評論社（1930年 - 1933年）に勤務
- 1933年10月　財団法人人口問題研究会研究員
- 1939年8月　厚生省（現厚生労働省）の附属機関として設立された人口問題研究所に入所
- 1946年5月　人口問題研究所総務部長
- 1947年7月　厚生省統計官
- 1954年5月　日本ユネスコ国内委員会（社会科学小委員会・科学活動小委員会）調査委員
- 1954年8月　イタリア・ローマにおける国連世界人口会議に出席
- 1957年12月　国連経済社会理事会人口委員会委員・日本政府代表（3選され1969年まで）
- 1959年4月　人口問題研究所長
- 1960年3月　経済学博士（「形式人口学」による）
- 1961年6月　国立遺伝学研究所評議会評議員
- 1963年12月　インド・ニューデリーにおけるアジア人口会議に出席
- 1965年1月　社会保障研究所参与
- 1965年1月　社会開発懇談会委員
- 1965年8月　セルビア・ベオグラードにおける第2回国連世界人口会議に出席
- 1972年3月　脳卒中のため自宅で死去。
- 1972年4月　従三位・勲二等に叙せられ瑞宝章を授けられる

## 舘文庫
舘が生涯をかけて収集した資料は、「人口政策確立要綱」に代表される出生政策以外にも、食糧問題、移民政策、国土計画、母子保健・公衆衛生、統計制度、人口問題に関する国際会議や財団法人人口問題研究会に関する資料など多岐にわたる。これらは人口問題研究所から公益財団法人ジョイセフ（旧・家族計画国際協力財団）を経て、再び国立社会保障・人口問題研究所図書室に戻り、保管されている。その資料全体は「舘文庫」と呼ばれている。

## 主な著書
- 世界の人口問題、勁草書房、1963年
- 人口問題の知識、日本経済新聞社、1969年
- 未来の日本人口、日本放送出版協会、1970年
- 社会開発統計をどうつくるか：社会開発統計編集懇談会の記録、社会開発統計研究所、1970年
- 公害環境の科学、毎日新聞社、1972年
- 国際連合世界人口年鑑、原書房、1961-1976年
- 人口問題の知識、日本経済新聞社、1976年
- 日本の人口問題、至誠堂、1976年
- 戦時下の体力向上策、クレス出版、2018年